# American Basketball Association 1974/75
Die ABA-Saison 1974/75 war die achte Spielzeit der American Basketball Association. Die Saison begann am 18. Oktober 1974. Am Spielbetrieb nahmen 10 Mannschaften teil. Jedes Team absolvierte 84 Spiele. Die vier Besten jeder Division qualifizierten sich für die Playoffs. Am 22. Mai 1975 endete die Saison mit der ABA Championship. Die Kentucky Colonels besiegten in den Finalspielen die Indiana Pacers und wurden damit zum ersten Mal Meister der ABA.

## Saisonnotizen
- Die Carolina Cougars zogen nach St. Louis, Missouri um und spielten dort als Spirits of St. Louis.
- Nach einem Besitzerwechsel wurden die Memphis Tams in Memphis Sounds umbenannt.
- Die Denver Rockets wurden in Denver Nuggets umbenannt.
- Die ABA-Teams gewannen 16 der 23 Freundschaftsspiele gegen NBA-Teams vor der Saison.
- Das ABA All-Star Game fand am 28. Januar 1975 in San Antonio statt.
- Vor dem Ende der Saison übernahm die Liga die Geschäfte der San Diego Conquistadors.
- Die Virginia Squires schlossen die Saison mit dem schlechtesten Ergebnis der Ligageschichte (15:69) ab.
- In einem Entscheidungsspiel um Platz eins in der Eastern Division besiegten die Kentucky Colonels die New York Nets mit 108:99.

## Auszeichnungen
- ABA Most Valuable Player: Julius Erving (New York) und George McGinnis, Indiana
- ABA Rookie of the Year: Marvin Barnes (St. Louis)
- ABA Coach of the Year: Larry Brown (Denver)
- ABA All-Star Game Most Valuable Player: Freddie Lewis (St. Louis)
- ABA Executive of the Year: Carl Scheer, Denver

### ABA All-League Team
| Pos | First Team               | Second Team                |
| --- | ------------------------ | -------------------------- |
| F   | George McGinnis, Indiana | Marvin Barnes, St. Louis   |
| F   | Julius Erving, New York  | George Gervin, San Antonio |
| C   | Artis Gilmore, Kentucky  | Swen Nater, San Antonio    |
| G   | Ron Boone, Utah          | Brian Taylor, New York     |
| G   | Mack Calvin, Carolina    | James Silas, San Antonio   |

## Endstände
S = Siege, N = Niederlagen, PCT = prozentualer Sieganteil, P = Rückstand auf Divisionsführenden
In Klammern sind die Platzierungen in den Setzlisten der jeweiligen Division-Playoffs aufgeführt.
| Eastern Division |                          |    |    |      |    |
| #                | Team                     | S  | N  | PCT  | P  |
| 1                | Kentucky Colonels (1)    | 58 | 26 | .690 | -  |
| 2                | New York Nets (2)        | 58 | 26 | .690 | -  |
| 3                | Spirits of St. Louis (3) | 32 | 52 | .381 | 26 |
| 4                | Memphis Sounds (4)       | 27 | 57 | .321 | 31 |
| 5                | Virginia Squires         | 15 | 69 | .179 | 43 |
| Western Division |                          |    |    |      |    |
| #                | Team                     | S  | N  | PCT  | P  |
| 1                | Denver Nuggets (1)       | 65 | 19 | .774 | -  |
| 2                | San Antonio Spurs (2)    | 51 | 33 | .607 | 14 |
| 3                | Indiana Pacers (3)       | 45 | 39 | .536 | 20 |
| 4                | Utah Stars (4)           | 38 | 46 | .452 | 27 |
| 5                | San Diego Conquistadors  | 31 | 53 | .369 | 34 |

## Playoffs 1975
Die Play-off-Runden wurden im Best-of-Seven-Format ausgetragen.

| Division Semifinal | Division Semifinal | Division Semifinal   |    |                      | Division Final | Division Final | Division Final |  |  | ABA Championship | ABA Championship | ABA Championship |
|                    |                    |                      |    |                      |                |                |                |  |  |                  |                  |                  |
| E1                 | Kentucky Colonels  | 4                    |    |                      |                |                |                |  |  |                  |                  |                  |
| E4                 | Memphis Sounds     | 1                    |    |                      |                |                |                |  |  |                  |                  |                  |
| E4                 | Memphis Sounds     | 1                    | E1 | Kentucky Colonels    | 4              |                |                |  |  |                  |                  |                  |
|                    |                    |                      | E1 | Kentucky Colonels    | 4              |                |                |  |  |                  |                  |                  |
|                    | E3                 | Spirits of St. Louis | 1  |                      |                |                |                |  |  |                  |                  |                  |
| E3                 | E3                 | Spirits of St. Louis | 1  | Spirits of St. Louis | 4              |                |                |  |  |                  |                  |                  |
| E3                 |                    |                      |    | Spirits of St. Louis | 4              |                |                |  |  |                  |                  |                  |
| E2                 | New York Nets      | 1                    |    |                      |                |                |                |  |  |                  |                  |                  |
| E2                 | New York Nets      | 1                    | E1 | Kentucky Colonels    | 4              |                |                |  |  |                  |                  |                  |
|                    |                    |                      |    | Kentucky Colonels    | 4              |                |                |  |  |                  |                  |                  |
|                    | W3                 | Indiana Pacers       | 1  |                      |                |                |                |  |  |                  |                  |                  |
| W2                 | W3                 | Indiana Pacers       | 1  | San Antonio Spurs    | 2              |                |                |  |  |                  |                  |                  |
| W2                 |                    |                      |    | San Antonio Spurs    | 2              |                |                |  |  |                  |                  |                  |
| W3                 | Indiana Pacers     | 4                    |    |                      |                |                |                |  |  |                  |                  |                  |
| W3                 | Indiana Pacers     | 4                    | W3 | Indiana Pacers       | 4              |                |                |  |  |                  |                  |                  |
|                    |                    |                      | W3 | Indiana Pacers       | 4              |                |                |  |  |                  |                  |                  |
|                    | W1                 | Denver Nuggets       | 2  |                      |                |                |                |  |  |                  |                  |                  |
| W4                 | W1                 | Denver Nuggets       | 2  | Utah Stars           | 2              |                |                |  |  |                  |                  |                  |
| W4                 |                    |                      |    | Utah Stars           | 2              |                |                |  |  |                  |                  |                  |
| W1                 | Denver Nuggets     | 4                    |    |                      |                |                |                |  |  |                  |                  |                  |

### ABA Finals 1975
| Spiel | Datum   | Heimteam | Auswärtsteam | Ergebnis | Stand |
| ----- | ------- | -------- | ------------ | -------- | ----- |
| 1     | 13. Mai | Kentucky | Indiana      | 120:94   | 1:0   |
| 2     | 15. Mai | Kentucky | Indiana      | 95:93    | 2:0   |
| 3     | 17. Mai | Indiana  | Kentucky     | 101:109  | 0:3   |
| 4     | 19. Mai | Indiana  | Kentucky     | 94:86    | 1:3   |
| 5     | 22. Mai | Kentucky | Indiana      | 110:105  | 4:1   |

- Artis Gilmore von den Kentucky Colonels wurde zum Most Valuable Player der ABA Finals ernannt.